# Metal Remixes
Metal Remixes è un album di Afrika Bambaataa.

## Tracce
1. Metal (Richard F. Remix)
2. Metal (Richard F. Dub)
3. Metal (Friburn & Urik Remix)
4. Metal (Paul Daley Club Mix)